# Mycoplasma alligatoris
Mycoplasma alligatoris è una specie di batterio appartenente alla famiglia delle Mycoplasmataceae.